# نگخوژه
نگخوژه (به لاتین: Niechorze) یک روستا در لهستان است که در گمینا روال واقع شده‌است. نگخوژه ۹۰۴ نفر جمعیت دارد.